# فريدريك أوسوبيل
فريدريك م. أوسوبيل (بالإنجليزية: Frederick M Ausubel) (من مواليد 2 سبتمبر 1945) هو عالم أحياء جزيئي أمريكي وأستاذ علم الوراثة في كلية الطب بجامعة هارفارد في بوسطن، وهو المحقق البارز في قسم البيولوجيا الجزيئية بمركز كارل ويناكر، في مستشفى ماساتشوستس العام.

## تعليمه
حصل أوسوبيل على درجة البكالوريوس في عام 1966 من جامعة إلينوي، أوربانا، ثم حصل على درجة الدكتوراه في علم الأحياء في عام 1972 من معهد ماساتشوستس للتكنولوجيا، كامبريدج، ماساشوستس.

## أبحاثه
يتعلق عمل أوسوبيل العلمي بتفاعلات المضادات الحيوية. عمل مختبره في السبعينات والثمانينات على الأساس الجزيئي لتثبيت النيتروجين التكافلي، وهي عملية تحدث في البقوليات، بالتنسيق مع البكتيريا المترممة، حيث يتحول النيتروجين في الغلاف الجوي إلى الأمونيا. عمل مختبر أوسوبيل على مدى السنوات ال 20 الماضية على تطوير ما يسمى نظم التوليد متعددة المضيفين التي تنطوي على عدوى المضيفين، بما في ذلك الربداء الرشيقة ونبات رشاد أذن الفأر، مع مجموعة متنوعة من البكتيريا ومسببات الأمراض الفطرية. ساعدت أبحاثه في توضيح مسارات الإشارات المناعية الفطرية في هذين النموذجين المضيفين وحددت جوانب الاستجابة المناعية الفطرية المحفوظة وما إذا كانت مشتقة من خلال عملية تطور متباين أو متقارب. يستخدم مختبره حاليًا نموذج C. elegans المرضي لدراسة المناعة الظهارية في الأمعاء وكيفية تفرقة الجسم بين البكتيريا المترممة والبكتيريا الضارة للجسم. يتعلق عمله في المختبر بتحديد وتوصيف مركبات الوزن الجزيئي المنخفض الذي يعمل على وجه التحديد بالاعتماد على نموذج C. elegans المرضي ومسارات إشاراته المناعية.
نشر أوسوبيل منذ عام 2013 215 مقالة علمية محكمة. بالإضافة إلى العمل على مجموعة متنوعة في مجالس التحرير، يعتبر أوسوبيل هو المؤسس المحرر للبروتوكولات الحالية في البيولوجيا الجزيئية. انتخب أوسوبيل كعضو في الأكاديمية الوطنية للعلوم في عام 1994 والجمعية الأمريكية لعلم الأحياء الدقيقة في عام 2002، وكذلك الأكاديمية الأمريكية للفنون والعلوم في عام 2003.

## الجوائز
تلقى أوسوبيل في عام 2014 وسام توماس هانت مورغان، لإنجازه مدى الحياة في مجال علم الوراثة.

## روابط خارجية
- http://ausubellab.mgh.harvard.edu/ نسخة محفوظة 21 مارس 2014 على موقع واي باك مشين.
- http://chemicalbiology.mgh.harvard.edu/labs-ausubel.htm
- http://molbio.mgh.harvard.edu/laboratories/ausubel
- https://www.landesbioscience.com/article/26579/full_text/#load/info/all